# 아무루구
아무루구(Amuru)는 우간다 북서부에 위치한 구로, 행정 중심지는 아무루이며 인구는 177,783명(2002년 인구 조사 기준)이다.
행정 구역상으로는 북부 주에 속하며 2개 군(킬라크 군, 은워야 군)을 관할한다. 서쪽으로는 백나일강을 경계로 아루아 구, 네비 구와 인접해 있고 남쪽으로는 마신디 구와 불리사 구, 북서쪽으로는 아주마니 구, 남동쪽으로는 오얌 구, 북동쪽으로는 키트굼 구, 북쪽으로는 남수단과 접한다.

## 같이 보기
- 아촐리족
- 우간다의 행정 구역